# سیارک ۲۳۲۷۶۳
سیارک ۲۳۲۷۶۳ (به انگلیسی: 232763 Eliewiesel، نامگذاری:2004PC27)۲۳۲۷۶۳مین سیارک کشف شده‌است که در ۱۰ اوت ۲۰۰۴ کشف شد.